# 4Fun Media
4Fun Media ist ein polnischer Senderbetreiber. Die Firma startete am 2. August 2003 und hat bis heute drei Sender, 4Fun TV, 4Fun Dance und 4Fun Gold, dazu ist noch der Sender 4Fun Kids mit Kindermusik geplant, der bereits eine Konzession hat.

## Geschichte
4Fun Media startete am 2. August 2003 in SDTV-Auflösung. Der Chef der Firma ist Rafał Piotr Baran. Die Finanzdirektorin ist Aneta Parafiniuk.
Der Sitz der Firma ist in der Bobrowiecka-Straße 1A in Warschau.

## Sender

### 4Fun TV
4Fun TV war der erste Sender des 4Fun Media. Der Sender startete am 14. Februar 2004 und zeigt seit dem Sendestart ein Musik-Unterhaltungsprogramm. 4Fun TV hatte schon insgesamt 2 andere Logos.

### 4Fun Dance
4Fun Dance startete am 27. August 2011 als TV.Disco, am 25. Juni 2015 als 4Fun Fit&Dance und am 1. Oktober 2015 als 4Fun Dance. 4Fun Dance richtet sein Programm für Jugendliche aus und zeigt Dance-Musik. Außer von 8.00 Uhr bis 10.00 Uhr sendet 4Fun Dance das Kindermusikprogramm 4Fun Kids aus, dass aber bald als eigener Sender starten könnte.

### 4Fun Gold
4Fun Gold startete am 14. Dezember als Rebel:tv, am 17. Juli 2011 als RBL.TV, am 12. September 2014 als Mjuzik.TV, am 25. Juni 2015 als 4Fun Hits, am 4. Oktober 2016 als 4Fun Gold Hits, später auch als Gold Hits. Am 6. November 2017 firmierte er als 4Fun Gold, der Oldie-Musik ausstrahlt.

### 4Fun Kids
4Fun Kids hat eine Konzession, der Sendetermin ist jedoch noch nicht bekannt. Bislang wird 4Fun Kids als Morgenprogramm auf 4Fun Dance gezeigt.